# 菱角螺
菱角螺（学名：Volva volva habei），又名波部钝梭螺，是中腹足目海兔螺科菱角螺属的一种。主要分布于日本、中国的浙江至广东等地、越南。常栖息在浅海沙底、潮下带。
该物种的模式产地在日本的相模滩。